# Jensen GT
De Jensen GT is een auto van het Britse automerk Jensen. De auto werd in 1975 geïntroduceerd als de shooting brake-versie van de Jensen-Healey. De Jensen GT beschikte over een zeer beperkte achterbank en verschilde afgezien van de carrosserievorm relatief weinig van de roadster, inclusief de 152 pk sterke 2-liter Lotus-motor met 16 kleppen. De acceleratie en topsnelheid lagen weliswaar iets lager omwille van het hoger gewicht en het gebruik van milieuvriendelijkere carburatoren.
Tijdens de korte productieperiode van september 1975 tot mei 1976 werden 511 exemplaren gebouwd voordat Jensen Motors alle activiteiten staakte.

## Fotogalerij

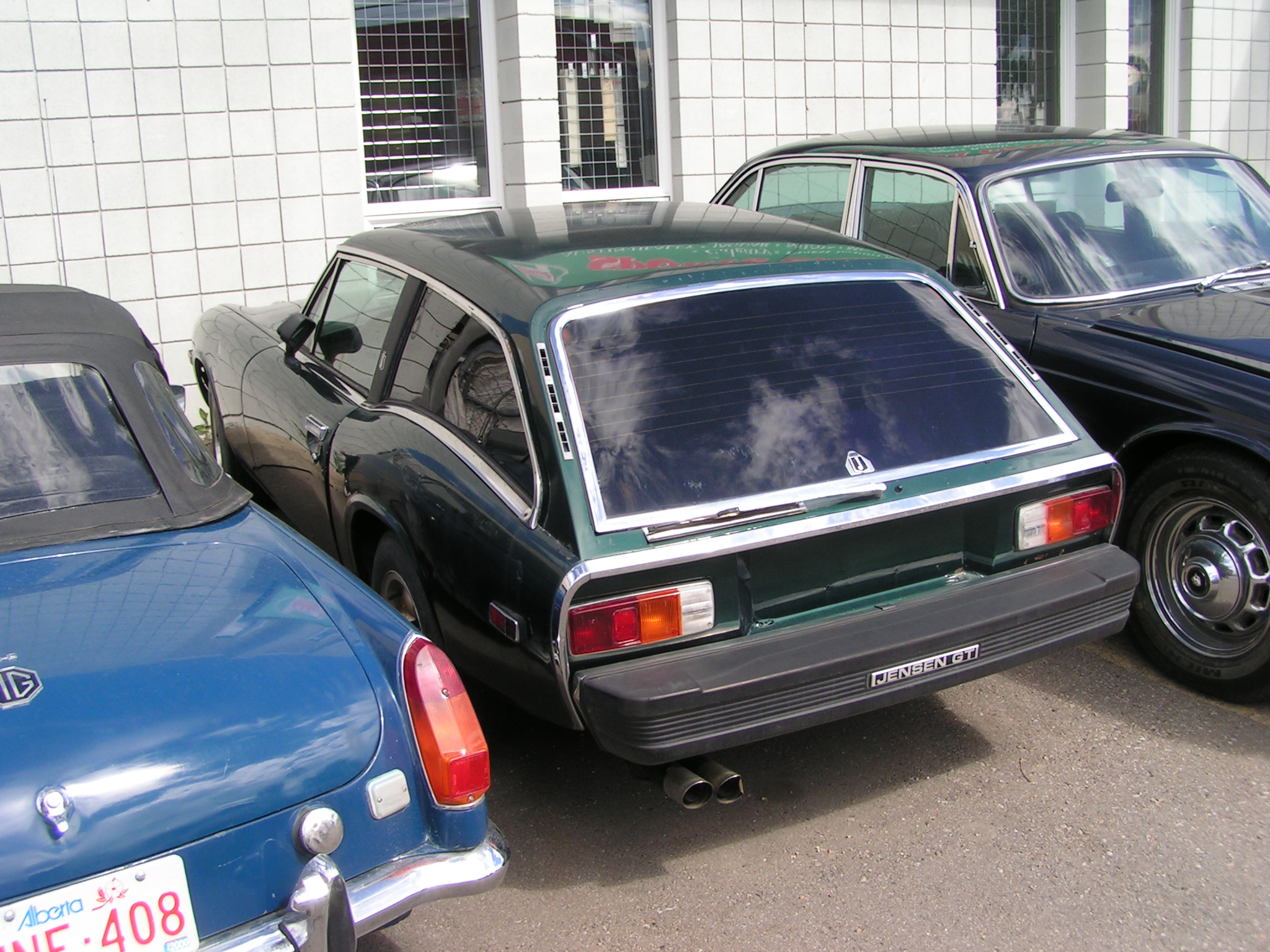
Jensen GT, achteraanzicht
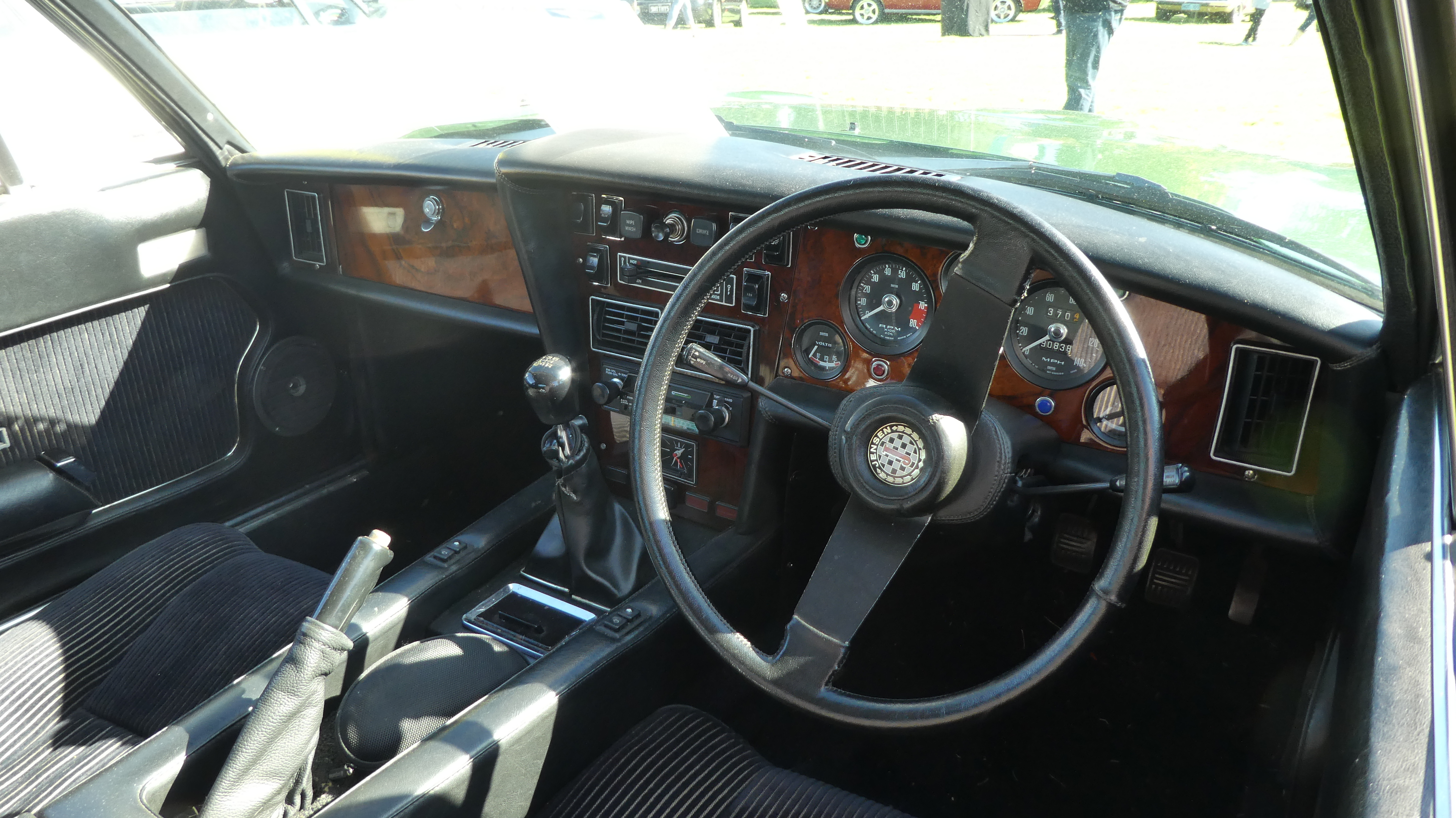
Jensen GT, dashboard
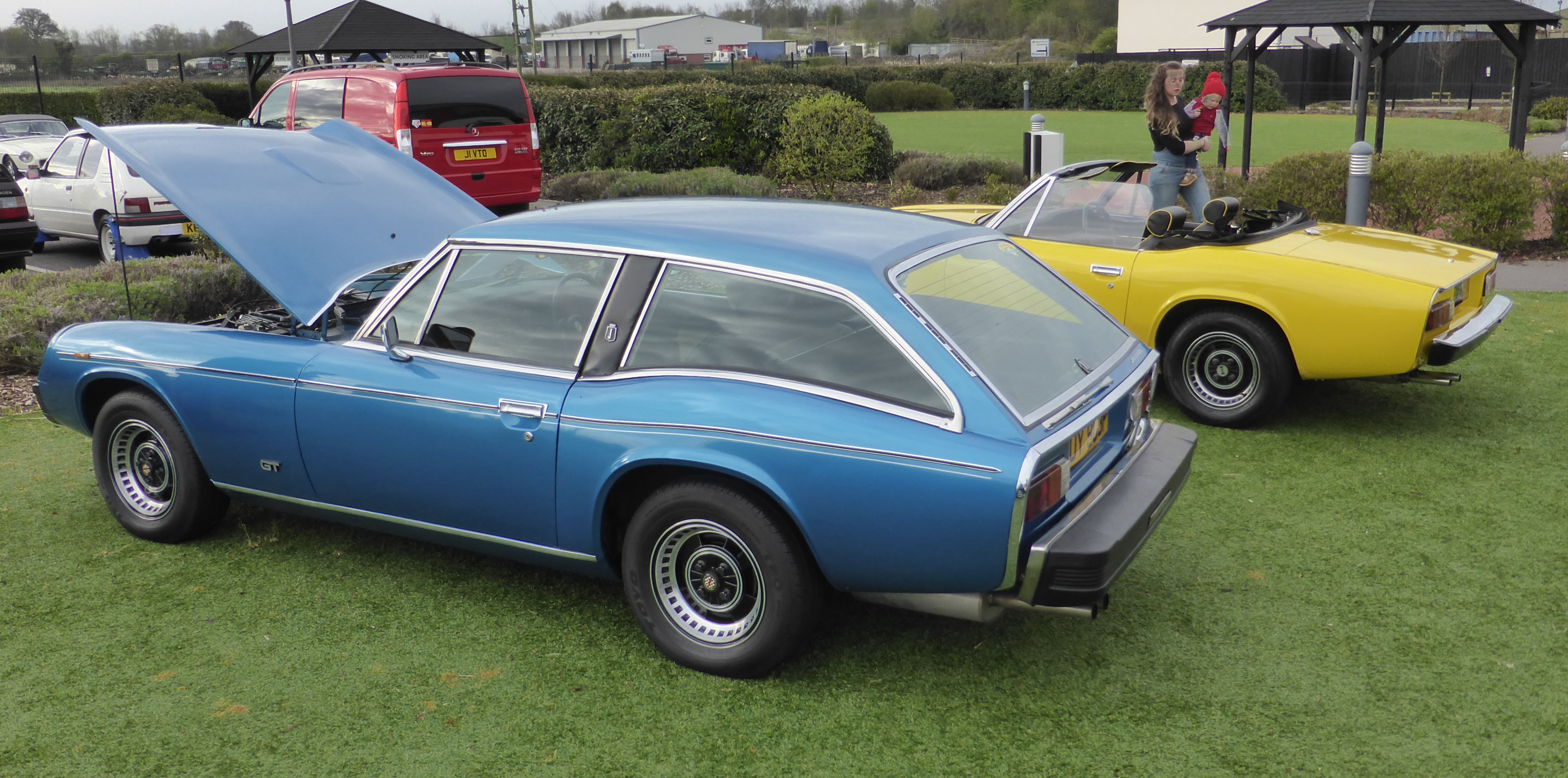
Jensen GT en Jensen-Healey